# 麦方代
麦方代（1956年—），汉族，中华人民共和国政治人物、第十一届全国政协委员。
加入中国民主促进会，担任中煤国际工程设计研究总院北京华宇工程有限公司副总工程师。2008年，当选第十一届全国政协委员，代表中华全国总工会，分入第十七组。